# Europese kampioenschappen BMX 2021
De Europese kampioenschappen BMX 2021 werden van 9 tot 11 juli georganiseerd in het Belgische Zolder.

## Medailleoverzicht

### Mannen
| Onderdeel      | Goud | Goud                                   | Zilver | Zilver                                         | Brons | Brons                                                 |
| -------------- | ---- | -------------------------------------- | ------ | ---------------------------------------------- | ----- | ----------------------------------------------------- |
| BMX elite      | FRA  | Arthur Pilard                          | NED    | Mitchel Schotman                               | FRA   | Eddy Clerté                                           |
| BMX U23        | SUI  | Cédric Butti                           | GER    | Stefan Heil                                    | FRA   | Nathanaël Dieuaide                                    |
| BMX junioren   | NED  | Tim Goossens                           | ITA    | Matteo Tugnolo                                 | BEL   | Jools Melis                                           |
| Ploegentijdrit | FRA  | Léo Garoyan Dylan Gobert Arthur Pilard | BEL    | Thibaut Stoffels Wannes Magdelijns Jools Melis | RUS   | Aleksandr Katyshev Evgeny Kleshchenko Boris Ponomarev |

### Vrouwen
| Onderdeel      | Goud | Goud                                       | Zilver | Zilver                                  | Brons | Brons                                             |
| -------------- | ---- | ------------------------------------------ | ------ | --------------------------------------- | ----- | ------------------------------------------------- |
| BMX elite      | SUI  | Zoé Claessens                              | FRA    | Manon Valentino                         | FRA   | Tessa Martinez                                    |
| BMX U23        | SUI  | Nadine Aeberhard                           | NED    | Indy Scheepers                          | CZE   | Eliska Bartunkova                                 |
| BMX junioren   | FRA  | Mariane Beltrando                          | SUI    | Thalya Burford                          | FRA   | Marie Favrel                                      |
| Ploegentijdrit | FRA  | Léa Brindjonc Tessa Martinez Camille Maire | BEL    | Elke Vanhoof Aiko Gommers Robyn Gommers | ESP   | Griselda Artigas Adriana Domínguez Mariona Calvis |

### Medaillespiegel
| Plaats | Land        | Goud | Zilver | Brons | Totaal |
| 1      | Frankrijk   | 4    | 1      | 4     | 9      |
| 2      | Zwitserland | 3    | 1      | 0     | 4      |
| 3      | Nederland   | 1    | 2      | 0     | 3      |
| 4      | België      | 0    | 2      | 1     | 3      |
| 5      | Duitsland   | 0    | 1      | 0     | 1      |
| 5      | Italië      | 0    | 1      | 0     | 1      |
| 7      | Rusland     | 0    | 0      | 1     | 1      |
| 7      | Spanje      | 0    | 0      | 1     | 1      |
| 7      | Tsjechië    | 0    | 0      | 1     | 1      |
| Totaal | Totaal      | 8    | 8      | 8     | 24     |